# Andreja Vukmir
Andreja Vukmir, slovenska knjižničarka in pisateljica, * 3. marec 1967, Ljubljana.

## Življenje
Obiskovala je Osnovno šolo Frana Albrehta v Kamniku, nato šolanje nadaljevala na Srednji šoli za jezikoslovje in splošno kulturo Vide Janežič v Ljubljani, jezikovno smer (danes Poljanska gimnazija).
Na Filozofski fakulteti  v Ljubljani je študirala zgodovino in sociologijo in leta 1993 diplomirala. Leta 1994 je odpotovala v Indijo na dvoletno izobraževanje staroindijščine in staroindijske kulture ter joge.
Od leta 1996 je kot knjižničarka zaposlena na OŠ Marije Vere v Kamniku. Od leta 1996 poučuje in vodi jogo za otroke in odrasle v društvu Joga v vsakdanjem življenju Domžale. Leta 2010 je končala podiplomski študij Zakonske in družinske terapije na Teološki fakulteti v Ljubljani. Živi in dela v Kamniku.

## Delo
Izdala je sedem slikanic za mlajše otroke in eno daljšo zgodbo Vrbina dežela v zbirki Sonce v brlogu. Prva slikanica z naslovom Kako se je princeska spet začela čuditi je izšla v samozaložbi leta 2002. Izdala je zbirko Lolo v knjižnici. Leta 2010 je izdala dve mladinski deli pri založbi Vrhovnik, z naslovoma Kamniška Veronika in Martin na Veliki planini.